# Сноу-Дом (гора, Канада)
Сноу-Дом (англ. Snow Dome; «Снежный купол») — гора на континентальном водоразделе Колумбийского ледникового поля на границе национальных парков Банф и Джаспер. Находится в Канадских Скалистых горах на границе Британской Колумбии и Альберты (Канада). Высота вершины составляет 3 456 м.

## Название

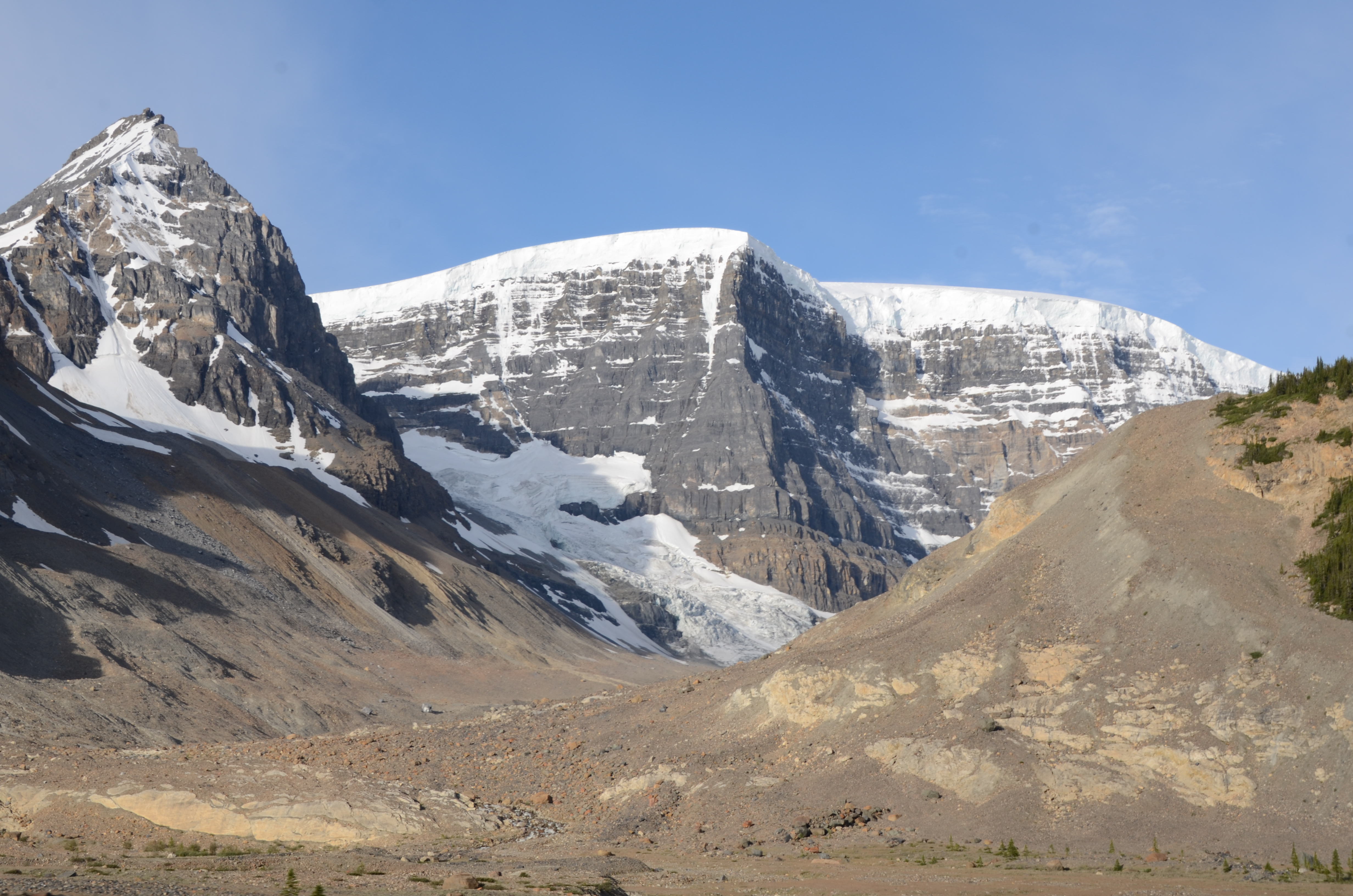
Сноу-Дом от провинциального шоссе Альберты №93

Гора Сноу-Дом была названа в 1898 году Дж. Норманом Колли из-за того, что её постоянно покрытый снегом и льдом массив напоминает купол.

## Гидрология

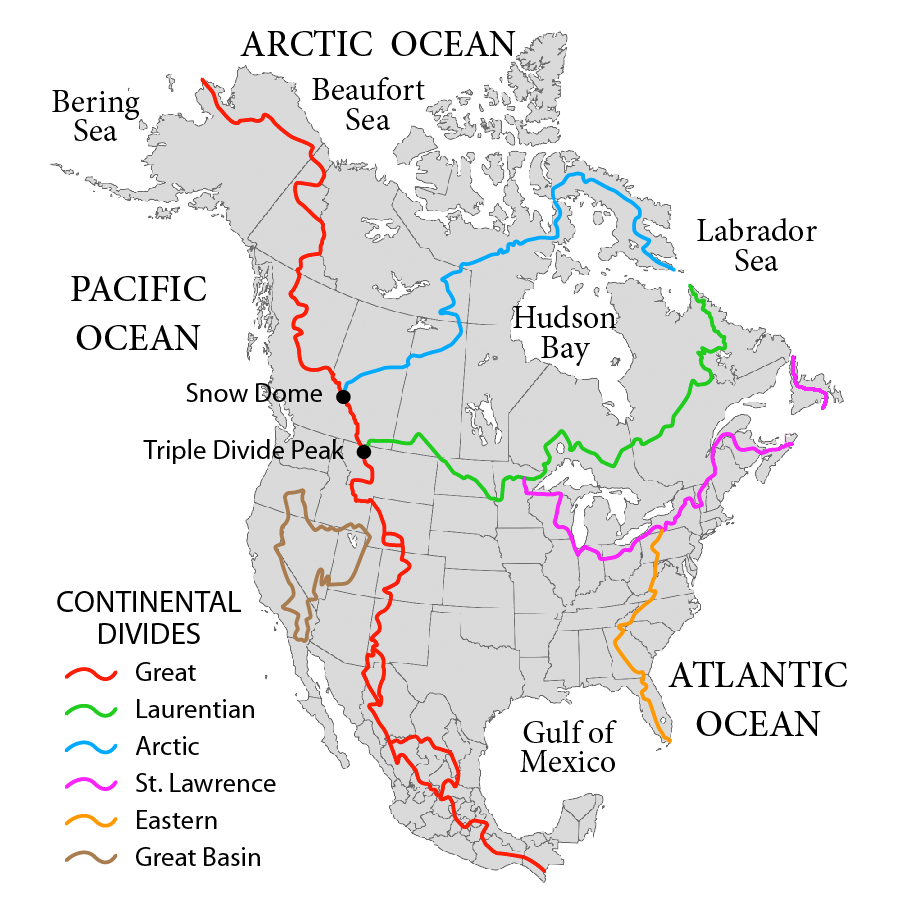
Карта Американского континентального водораздела. Сноу-Дом расположен в месте пересечения Великого (красная линия) и Арктического (синяя линия) водоразделов.

Сноу-Дом — одна из двух гидрологических вершин Северной Америки; это тройное разделение между тремя большими водосборными бассейнами. Вода, падающая на вершину Сноу-Дом, может стекать в ручьи, которые попадают в Тихий океан (через реку Буш и реку Колумбия), Северный Ледовитый океан (через реку Атабаска) и Гудзонов залив (через реку Норт-Саскачеван). С горы сходят несколько ледников: ледник Дом проходит на северо-восток, ледник Статфилда — на северо-запад, ледник Колумбия — на запад, а ледник Атабаска — на восток от горы. Другая вершина тройного разделения — Трипл-Дивайд-Пик в национальном парке Глейшер в штате Монтана (США).